# ملعب روت إردي
ملعب روت إردي هو ملعب كرة قدم يستضيف مسابقات ألعاب القوى، يقع في دورتموند، وستفاليا، ألمانيا، يتسع لـ 25000 متفرج (3000 مقعد). ويعد الملعب الرئيسي لبوروسيا دورتموند 2 وعدة اندية أخرى تم وضع حجر الأساس للملعب في 1924. بدأ بناؤه في 1924 بتكلفة 1.8 مليون مارك ألماني وافتتح في 6 يونيو 1926. تمت توسعته في 1963. تم تجديده في 1976.

## التوسعة
تم توسيع الملعب عن طريق حوامل خشبية مؤقتة، مما زاد من سعة الملعب إلى 42000. في عام 1971، وافقت بلدية دورتموند على بناء استاد جديد، على غرب ملعب روت أردي.  عند الانتهاء من الملعب الفيستفالي الجديد في عام 1974، انتقل اليه بوروسيا دورتموند.

## المباريات الدولية
استضاف ملعب روت إردي مباراتين دوليتين في تاريخه.
- 8 مايو 1935  ألمانيا النازية ضد  الدولة الأيرلندية الحرة (3-1)
- 8 أبريل 1967  ألمانيا الغربية ضد  ألبانيا (6-0)